# Novara Calcio 1986-1987
Questa voce raccoglie le informazioni riguardanti il Novara Calcio nelle competizioni ufficiali della stagione 1986-1987.

## Rosa
| N. |                   | Ruolo | Calciatore          |
| -- | ----------------- | ----- | ------------------- |
|    | Italia (bandiera) | D     | Fabio Amadei        |
|    | Italia (bandiera) | C     | Mirco Balacich      |
|    | Italia (bandiera) | C     | Andrea Bonacini     |
|    | Italia (bandiera) | D     | Marco Cacitti       |
|    | Italia (bandiera) | A     | Corrado Cortesi     |
|    | Italia (bandiera) | P     | Antonello De Giorgi |
|    | Italia (bandiera) | C     | Sergio Di Marzio    |
|    | Italia (bandiera) | C     | Aldo Dolcetti       |
|    | Italia (bandiera) | C     | Riccardo Ghedini    |
|    | Italia (bandiera) | D     | Luca Luoni          |

| N. |                   | Ruolo | Calciatore        |
| -- | ----------------- | ----- | ----------------- |
|    | Italia (bandiera) | A     | Lorenzo Mazzeo    |
|    | Italia (bandiera) | P     | Antonio Pagani    |
|    | Italia (bandiera) | D     | Matteo Paladin    |
|    | Italia (bandiera) | D     | Giovanni Pioletti |
|    | Italia (bandiera) | D     | Massimo Radice    |
|    | Italia (bandiera) |       | Righi             |
|    | Italia (bandiera) | A     | Fabio Scienza     |
|    | Italia (bandiera) | D     | Mario Tacca       |
|    | Italia (bandiera) | C     | Maurizio Vasino   |
|    | Italia (bandiera) | C     | Sergio Zardi      |

## Risultati

### Campionato

#### Girone di andata
| 21 settembre 1986 1ª giornata | Novara | 3 – 2 | Sorso |  |

| 28 settembre 1986 2ª giornata | Pistoiese | 0 – 1 | Novara |  |

| 5 ottobre 1986 3ª giornata | Novara | 1 – 0 | Montevarchi |  |

| 12 ottobre 1986 4ª giornata | Alessandria | 2 – 0 | Novara |  |

| 19 ottobre 1986 5ª giornata | Novara | 0 – 0 | Massese |  |

| 26 ottobre 1986 6ª giornata | Pontedera | 1 – 0 | Novara |  |

| 2 novembre 1986 7ª giornata | Novara | 2 – 0 | Carbonia |  |

| 9 novembre 1986 8ª giornata | Asti TSC | 0 – 1 | Novara |  |

| 16 novembre 1986 9ª giornata | Novara | 1 – 0 | Olbia |  |

| 23 novembre 1986 10ª giornata | Torres | 0 – 0 | Novara |  |

| 30 novembre 1986 11ª giornata | Novara | 1 – 0 | Casale |  |

| 7 dicembre 1986 12ª giornata | Pro Vercelli | 2 – 1 | Novara |  |

| 14 dicembre 1986 13ª giornata | Derthona | 1 – 1 | Novara |  |

| 21 dicembre 1986 14ª giornata | Novara | 2 – 0 | Entella Bacezza |  |

| 4 gennaio 1987 15ª giornata | Sanremese | 1 – 1 | Novara |  |

| 11 gennaio 1986 16ª giornata | Novara | 2 – 0 | Civitavecchia |  |

| 18 gennaio 1987 17ª giornata | Cuoiopelli | 1 – 1 | Novara |  |

#### Girone di ritorno
| 25 gennaio 1987 18ª giornata | Sorso | 0 – 0 | Novara |  |

| 1º febbraio 1987 19ª giornata | Novara | 0 – 0 | Pistoiese |  |

| 8 febbraio 1987 20ª giornata | Montevarchi | 0 – 0 | Novara |  |

| 15 febbraio 1987 21ª giornata | Novara | 2 – 0 | Alessandria |  |

| 22 febbraio 1987 22ª giornata | Massese | 1 – 3 | Novara |  |

| 1º marzo 1987 23ª giornata | Novara | 1 – 1 | Pontedera |  |

| 8 marzo 1987 24ª giornata | Carbonia | 1 – 1 | Novara |  |

| 15 marzo 1987 25ª giornata | Novara | 4 – 0 | Asti TSC |  |

| 29 marzo 1987 26ª giornata | Olbia | 0 – 0 | Novara |  |

| 5 aprile 1987 27ª giornata | Novara | 1 – 1 | Torres |  |

| 18 aprile 1987 28ª giornata | Casale | 1 – 1 | Novara |  |

| 26 aprile 1987 29ª giornata | Novara | 2 – 0 | Pro Vercelli |  |

| 3 maggio 1987 30ª giornata | Novara | 0 – 1 | Derthona |  |

| 17 maggio 1987 31ª giornata | Entella Bacezza | 0 – 2 | Novara |  |

| 24 maggio 1987 32ª giornata | Novara | 0 – 0 | Sanremese |  |

| 31 maggio 1987 33ª giornata | Civitavecchia | 1 – 2 | Novara |  |

| 7 giugno 1987 34ª giornata | Novara | 2 – 0 | Cuoiopelli |  |